# Замок Глена

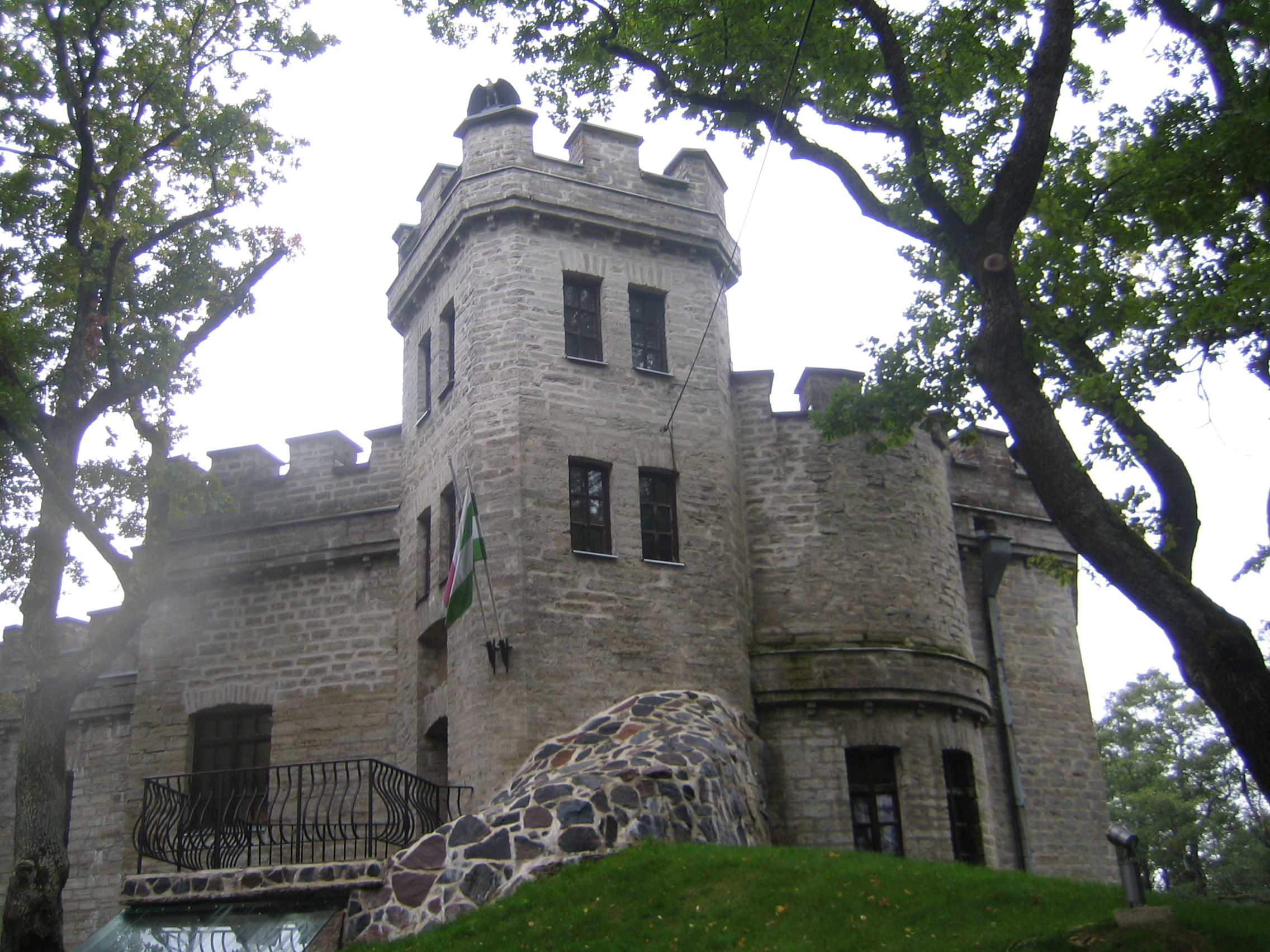

Замок Глена (ест. Glehni loss, Mustamäe mõis, нім. Hohenhaupt).

## Історія
Власник мизи Яльгімяе, що знаходилася неподалік від Таллінна, Микола фон Глен наприкінці XIX ст. побудував собі нове житло в лісопарку на мальовничому схилі гори Мустамяге.
Миза (замок) побудована в 1886 р. за проектом самого фон Глена, — двоповерхова нештукатурена будівля з плитняку, яка своїми башточками, зубчастими стінами і напівпідземним входом нагадує середньовічний замок. Поблизу будинку знаходяться створені самим фон Гленом скульптури дракона і Калевіпоега з ріжками (остання була відновлена в 80-ті роки XX ст.) та обсерваторія.
Замок, зруйнований під час першої світової війни, було відновлено в 70-ті роки XX століття як будинок студентів Талліннського технічного університету.

## У кіно
У радянському художньому фільмі "Собака Баскервілів" замок Глена був представлений в кадрі як Баськервіль-Холл .

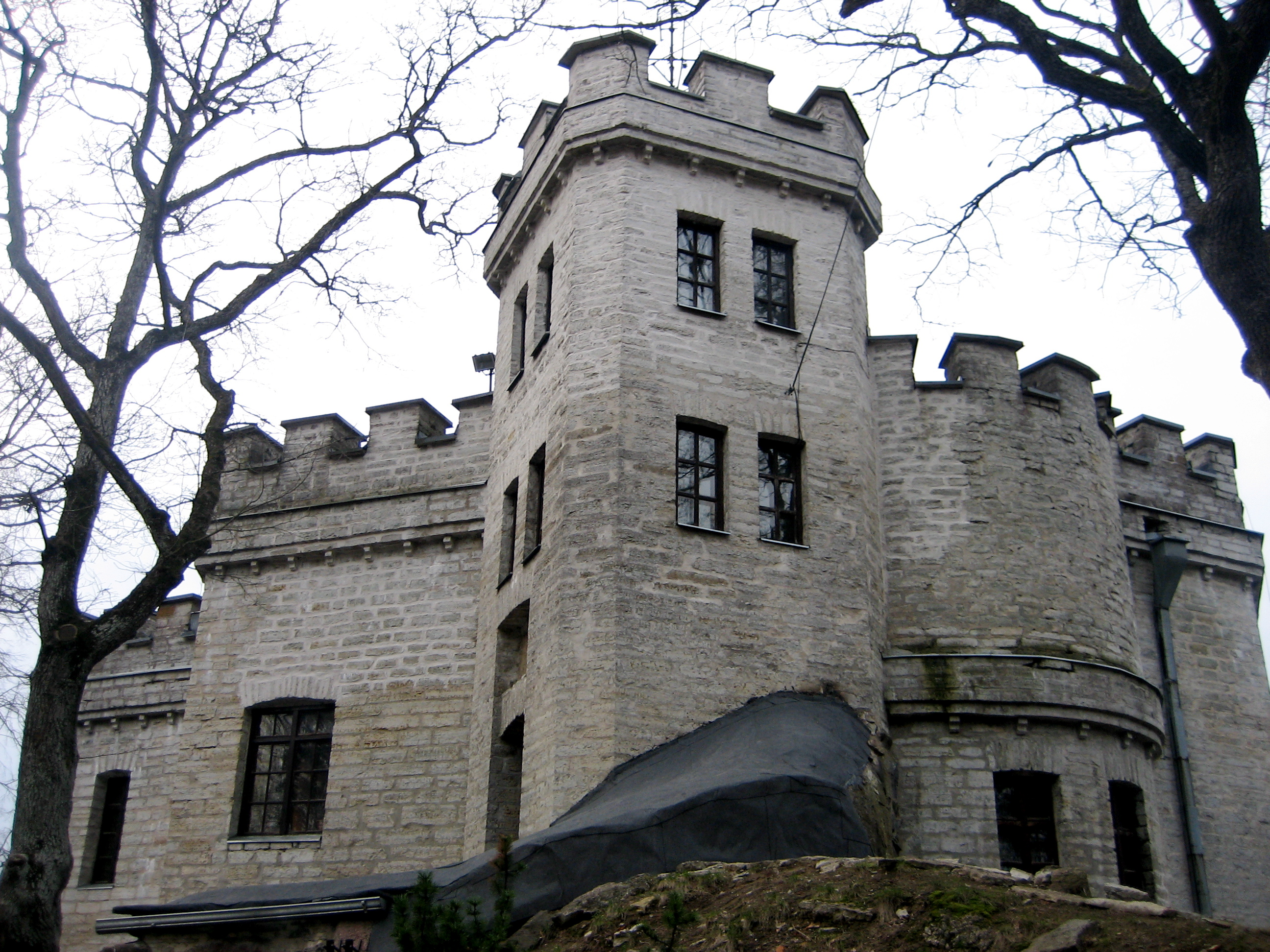
Замок
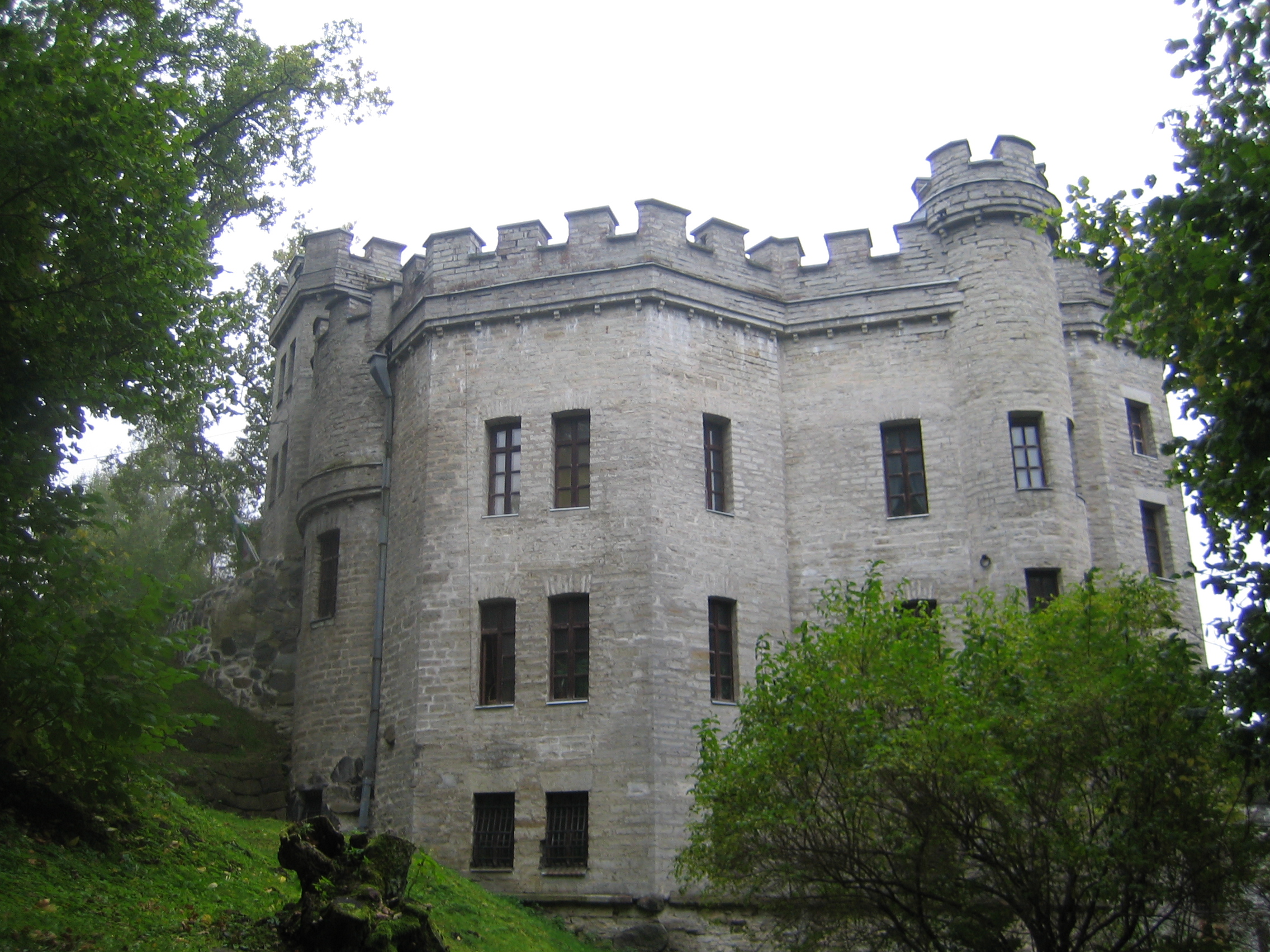
Замок
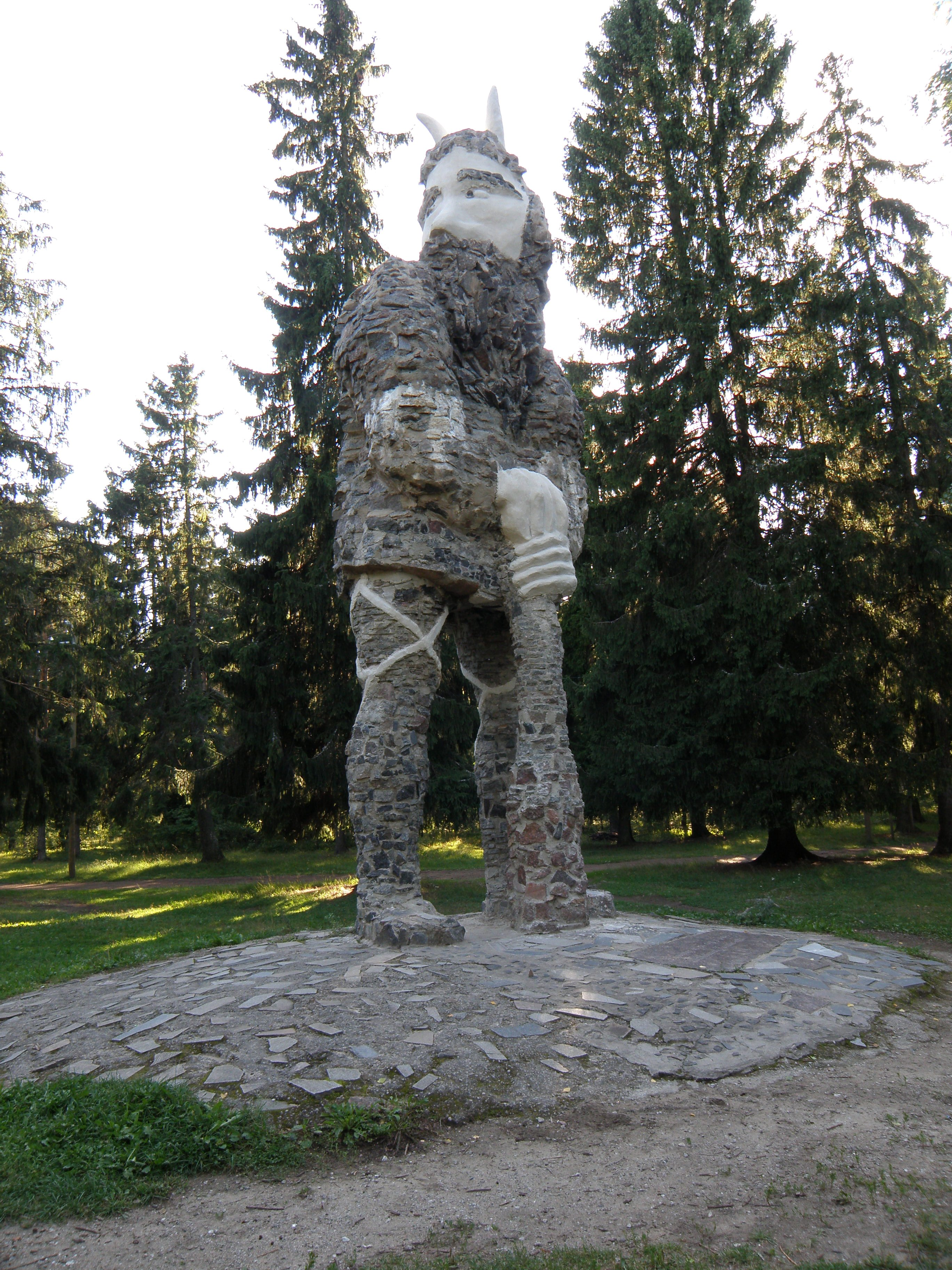
Скульптура Калевіпоега
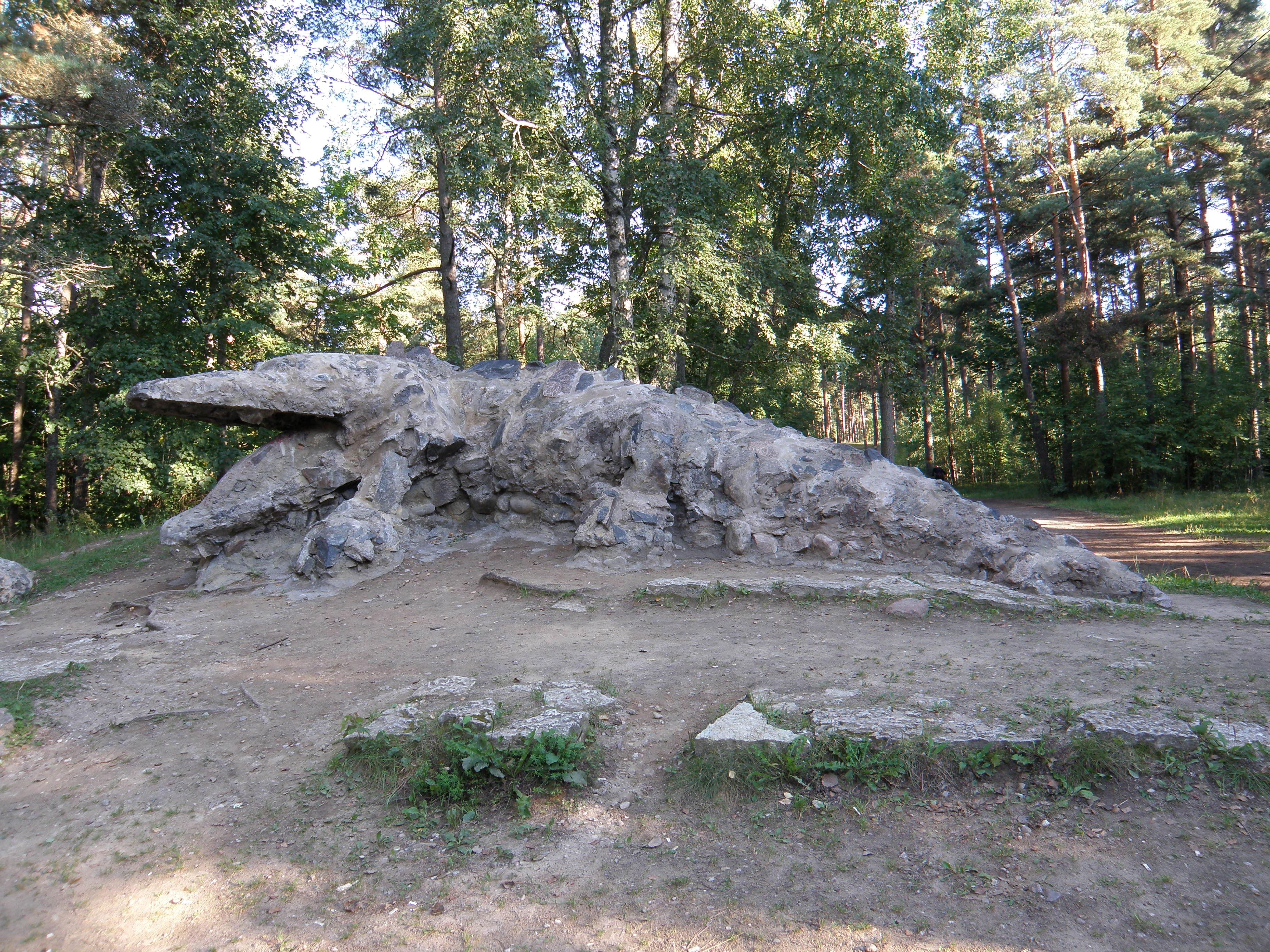
Скульптура «Дракон»
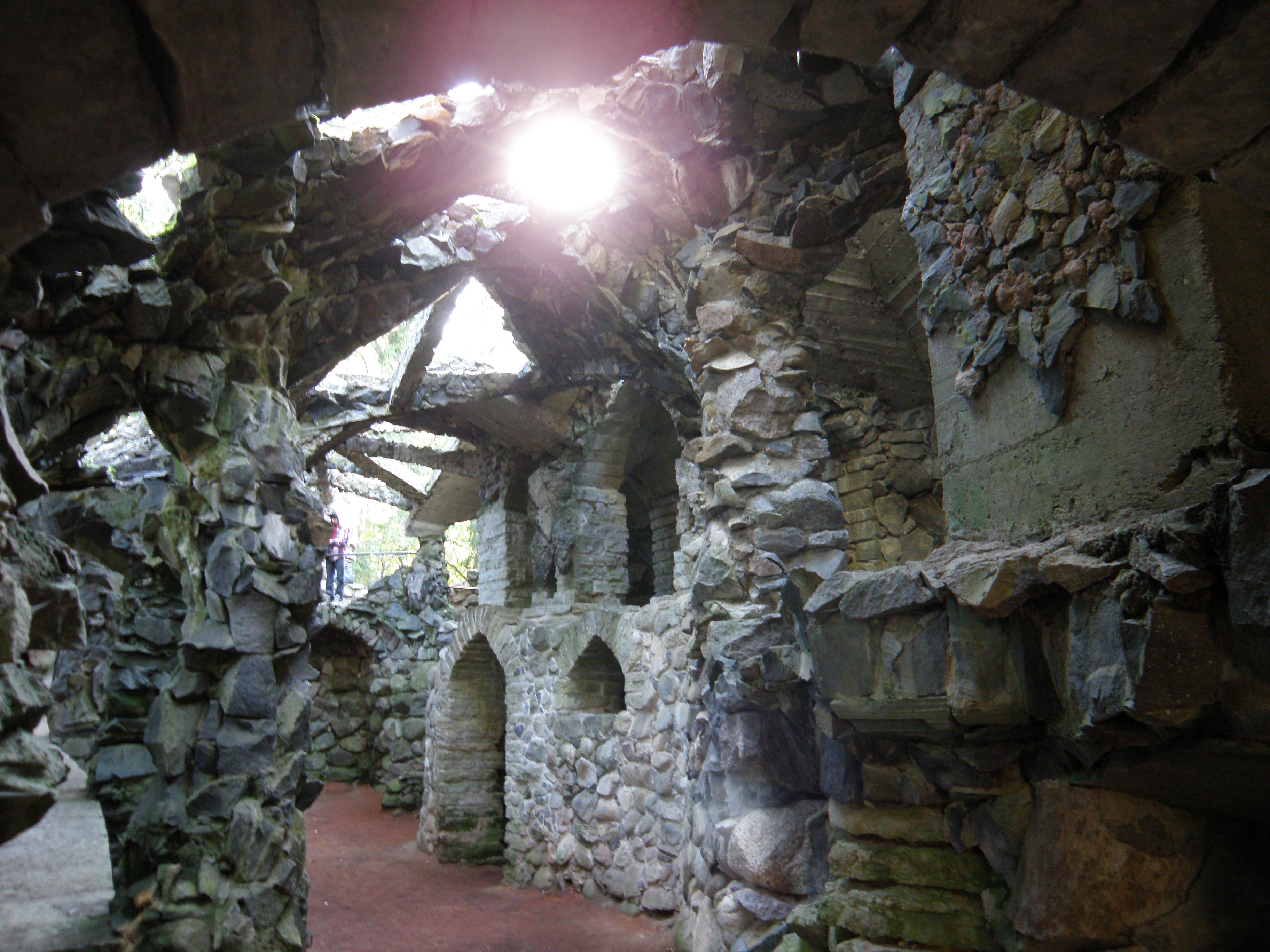
Усередині пальмового будиночка
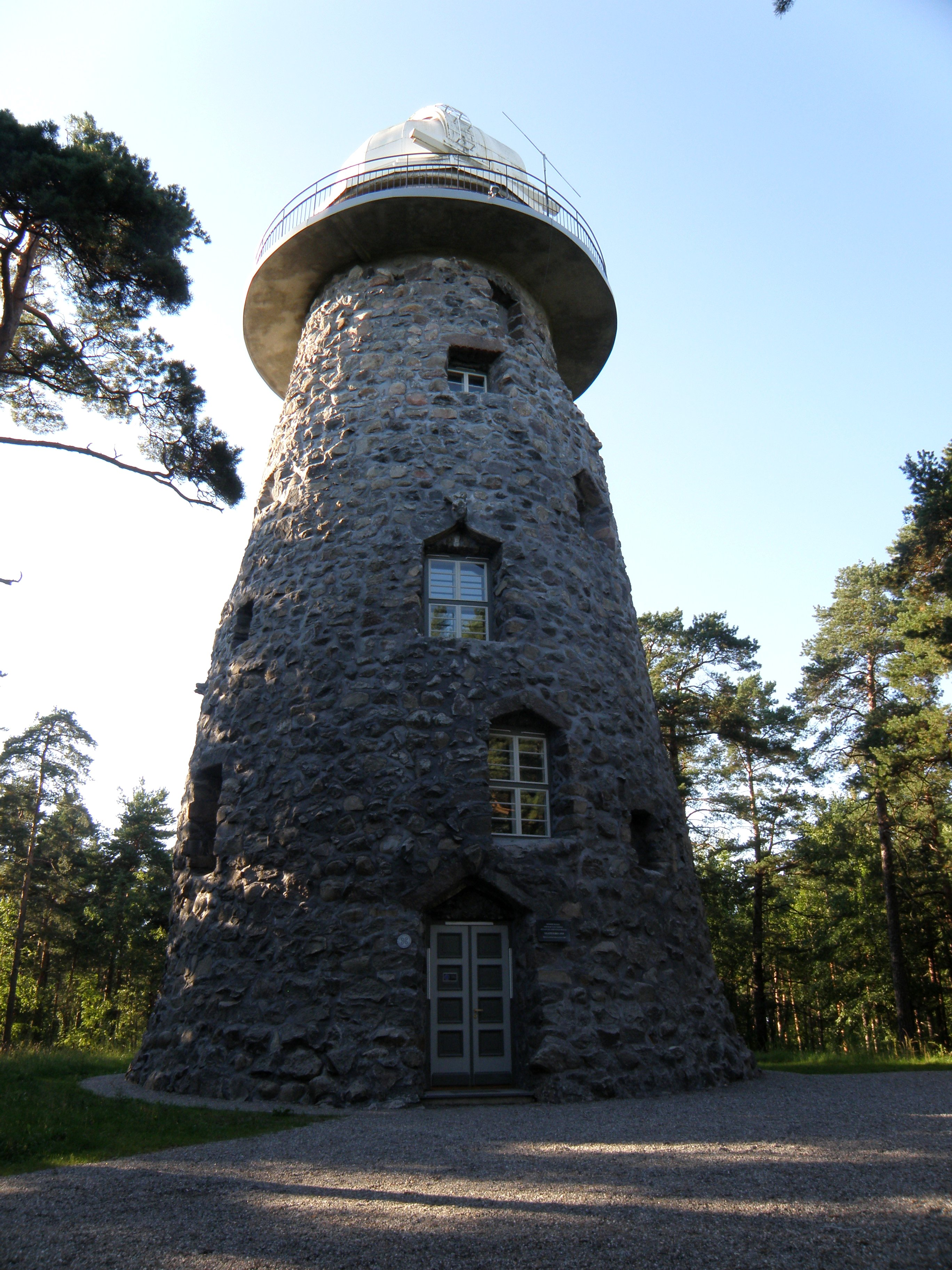
Талліннська обсерваторія